# Zamiar ewentualny
Zamiar ewentualny (zamiar wynikowy, łac. dolus eventualis) – ma miejsce, gdy sprawca przewiduje możliwość popełnienia przestępstwa i godzi się na to.
Stroną intelektualną zamiaru ewentualnego jest przewidywanie możliwości popełnienia czynu. Stroną woluntatywną jest godzenie się, różne od chęci popełnienia czynu zabronionego.

## Koncepcje strony woluntatywnej zamiaru wynikowego

### Koncepcja zgody
Sprawca mimo pewności, że czyn zabroniony nastąpi, nie zrezygnował z realizacji zamierzonego celu.
Koncepcja ta jest sprecyzowana w tzw. teorii woli warunkowej (na temat zamiaru ewentualnego), która zakłada, że wola człowieka zawiera w sobie sposób jego reakcji na świadomość zaistnienia różnych okoliczności.

### Koncepcja prawdopodobieństwa
Różnica między zamiarem ewentualnym a świadomością nieumyślności przebiega w stopniu uświadomionego prawdopodobieństwa popełnienia czynu zabronionego; większe prawdopodobieństwo – zamiar ewentualny, mniejsze prawdopodobieństwo – świadomość nieumyślności.

### Teoria ryzyka
Gdy sprawca decyduje się na działanie mimo pełnego rozeznania nietolerowanego ryzyka z nim związanego.

### Teoria obiektywnej manifestacji
Gdy sprawca, dążąc do osiągnięcia celu, nie podjął środków mających na celu zapobieżenie realizacji znamion.

### Koncepcja obojętności woli
Sprawca "nie chce dokonać, ale nie chce też nie dokonać" – obojętność woli mimo uświadomionego prawdopodobieństwa nastąpienia czynu.

### Połączenie teorii prawdopodobieństwa z teorią obiektywnej manifestacji
Sprawca uświadamia sobie wysoki stopień prawdopodobieństwa popełnienia czynu zabronionego. Zarazem sprawca nie podejmuje działań zmniejszających stopień prawdopodobieństwa popełnienia czynu zabronionego. Zwolennikiem tej teorii jest m.in. Andrzej Zoll.

## Orzecznictwo
W orzecznictwie sądów, w tym Sądu Najwyższego, stosowana jest koncepcja zgody w teorii woli warunkowej, tzn. koncepcja zakładająca, że zamiar ewentualny istnieje wtedy, gdy sprawca z góry ma zamiar akceptujący wypełnienie znamion przestępstwa (wymagana jest zgodność woli ze świadomością faktu przestępstwa, a nie samą jego możliwością lub ryzykiem):

Przestępstwo umyślne popełnione z zamiarem ewentualnym zachodzi wówczas, gdy sprawca przedstawia sobie pewien skutek przestępczy jako możliwy choć niekonieczny, skutku tego nie pragnie  i do niego  nie zmierza, ale  na zaistnienie tego skutku – na wypadek gdyby zaszedł – z całą świadomością się godzi (wyrok SN z 13.05.1970 r., IV KR 54/70, LEX Nr 21312). Przyjmując zamiar ewentualny nie można domniemywać czy domyślać się zgody sprawcy na powstały skutek jego czynu, lecz należy wykazać, że zgoda na skutek stanowiła jeden z elementów zachodzących w psychice sprawcy  (wyrok SN z 27.07.1973 r., IV KR 153/73, OSNKW 1974, Nr 1, poz. 5). Zarówno w doktrynie, jak i w orzecznictwie istnieje słuszna tendencja do restryktywnego stosowania zamiaru ewentualnego (zob. wyrok SA w Lublinie z 26.02.1998 r., II AKa 15/98, Apel.-Lub. 1998, Nr 2, poz. 17).

...warunkiem przyjęcia, że sprawca czynu działał z zamiarem ewentualnym, jest ustalenie, iż – po pierwsze – sprawca miał świadomość, że podjęte działanie może wyczerpywać przedmiotowe znamiona ustawy karnej i – po drugie – sprawca akceptuje sytuację, w której czyn wyczerpuje przedmiotowe znamiona przestępstwa, w postaci aktu woli polegającej na godzeniu się z góry z takim stanem rzeczy, przy czym zgody na skutek nie można domniemywać czy się domyślać, lecz należy wykazać, że stanowiła ona jeden z elementów procesów, zachodzących w psychice sprawcy.